# 凯瑟琳·沃克
嘉芙蓮·獲加（英語：Catherine Walker，1945年6月27日—2010年9月23日），生於法國並在倫敦發展的時裝設計師。本名凯瑟琳·瑪格麗特·瑪莉-泰雷兹·巴厄（法語：Catherine Marguerite Marie-Therese Baheux）。華克以其為英國威爾斯王妃戴安娜設計超過一千套華服聞名於世。

## 簡歷與職業生涯
華克在分別里爾與馬賽第一大學主修美学與哲学，並取得碩士學位。在攻讀博士學位時，華克搬到倫敦，並居住在伯爵宮。1970年嫁給事務律師約翰·華克（John Walker）後，成為永久住民。夫妻倆育有兩女。1975年，約翰·華克意外喪生。其第二任丈夫是來自伊朗的薩伊德·希拉（Said Cyrus），希拉是切爾西藝術學校的講師，之後成為華克的生意夥伴。
華克一開始以銷售兒童服飾起家，後來進入女裝設計領域，專攻高檔晚禮服、時裝與婚紗禮服。1976年，華克在倫敦的悉尼巷成立了「Chelsea Design Company」公司。1991年，華克受頒年度魅力設計師，1990年受頒年度高定設計師。華克於1995年診斷罹患乳癌，並開始接受手術治療。其後，她並成為慈善機構乳癌避風港的創始贊助商。

## 外部連結
- Catherine Walker Homepage
- 時裝模特指南上的Catherine Walker